# Storia del Veneto
La storia del Veneto è in parte comune a quella della più vasta regione nota come Triveneto o Tre Venezie, nel Nord-est della penisola italiana, situata tra il confine del Mare Adriatico e tutta la catena delle Alpi Orientali, che comprende Trentino-Alto Adige, Veneto e Friuli-Venezia Giulia.

## Protostoria e storia antica

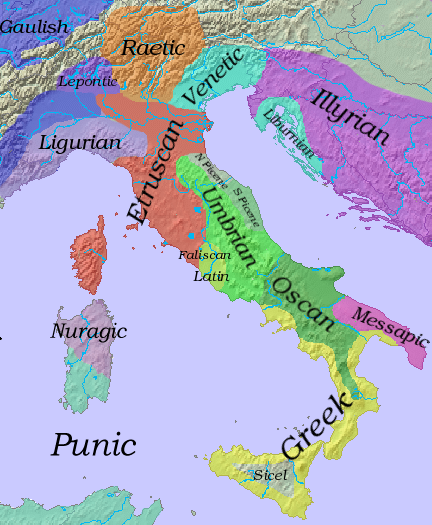
Il territorio occupato dai Paleoveneti

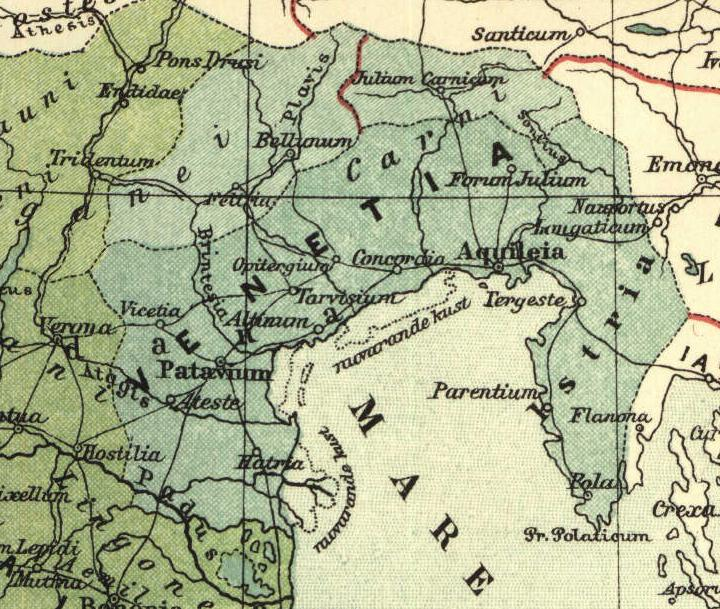
La Regio X Venetia et Histria

Il Veneto era abitato già nel'Epigravettiano finale (12.000 anni) come dimostrano i ritrovamenti del sito archeologico di ripari Villabruna, dove è stata rinvenuta la sepoltura del cosiddetto cacciatore della Val Rosna, noto per le pietre dipinte, che formavano il suo corredo funerario, rilevante espressione della cultura artistico-religiosa dell'uomo preistorico.
Uno studio genetico comparato sul DNA antico di oltre 50 resti ossei ritrovati in Europa, ha individuato una serie di cluster genici, tra i quali il cluster di Villabruna, dal nome del reperto genico più antico, il Cacciatore della Val Rosna ritrovato nei Ripari Villabruna. Il cluster è caratterizzato dalla presenza dell'aplogruppo R1b, quello maggiormente presente dei moderni europei, di fatto la loro più antica testimonianza genetica in Europa occidentale. Il cluster rappresenta un elemento di discontinuità nella storia genetica europea, venendo a sostiuire, dopo l'ultimo massimo glaciale, le precedenti popolazioni maddaleniane dell'Europa occidentale; orginatosi nell'arco alpino italiano durante l'epigravettiano, si ipotizza sia giunto in Italia dai Balcani.
Insdediamenti successivi degli Euganei, che in epoca protostorica fu occupato dal popolo dei Veneti. Tito Livio, nativo di Padova, inizia la sua monumentale storia di Roma con il mito di Antenore che, fuggendo da Troia in fiamme e guidando un gruppo di Troiani e di Eneti, popolo alleato proveniente dalla Paflagonia, giunge nell'attuale Golfo di Venezia. Nella terra estesa tra le Alpi e il mare Adriatico, dopo aver scacciato gli Euganei, si insediano così queste genti che nel loro insieme si chiameranno Veneti.
Antenore stesso sarebbe stato il fondatore di Padova. Secondo una leggenda analoga Diomede avrebbe fondato Adria mentre Clodio avrebbe fondato Chioggia. Sono comunque di certa origine rigoni molte importanti città, quali Concordia, Oderzo (fra le più antiche - IX-VIII secolo a.C.), Este, Treviso, Belluno, Altino, Vicenza e forse Verona.
Il primo ripetuto storico dove si attesta la presenza dei Veneti è sulla Stele di Isola Vicentina dove è presente l'incisione Venetkens, aggettivo derivato dal nome della popolazione stessa.
La provenienza anatolica dei Veneti adriatici non è accettata da tutti gli autori antichi ed è ancor oggi oggetto di discussione. Le fonti antiche tramandano l'esistenza di vari filoni dell'etnìa veneta, dalla Bretagna, alla Lusazia, fra Germania e Polonia, all'Epiro in Grecia, all'Anatolia. Legati all'etnico veneto sarebbero diversi toponimi (ad es. la Vindelicia, regione corrispondente all'attuale Baviera, Vindebona - l'attuale Vienna) e i nomi attribuiti a popoli di origine slava in diverse lingue europee. Secondo alcuni studiosi, sarebbero queste testimonianze di un'unica civiltà indoeuropea che si estendeva dal Baltico all'Adriatico, riconducibile ai cosiddetti popoli dei Campi delle Urne.
Il processo di romanizzazione della Venetia è avvenuto in maniera graduale e senza traumi o conquiste dato che veneti e romani erano popoli alleati. Le relazioni politico-militari con i romani iniziano nel III secolo a.C. : nel 225-222 veneti e cenomani stringono un'alleanza militare con Roma contro gli insubri, i boi e i gesati, fornendo secondo Polibio un contingente di 20.000 uomini. I galli saranno battuti nella storica battaglia di Clastidium nel 222. Nel 181 a.C. la deduzione della colonia latina di Aquileia comportò un rafforzamento dei tradizionali rapporti di collaborazione fra veneti e romani. Aquileia sorse al limite del territorio dei Veneti;nessuna colonia infatti venne mai fondata sul territorio dell'alleato veneto. Benché la regione fosse stata posta sotto il regime provinciale (provincia di Gallia Cisalpina), la romanizzazione delle élite locali continuò senza sosta. Dopo la guerra sociale nell'89 a.C. Gneo Pompeo Strabone promosse la lex Pompeia de Transpadanis. Tale legge concedeva lo Ius Latii, il diritto del latino ai centri indigeni veneti. Tra le comunità che dovettero godere di questo privilegio ci furono, fra gli altri, Verona, Vicenza, Padova, Feltre e Belluno. La completa integrazione delle comunità venete nell'orbe romano avvenne nel 49 a.C. con la concessione del plenum ius, cioè della piena cittadinanza romana, da parte di Giulio Cesare.
In epoca augustea il territorio dei veneti venne unificato e dotato di riconoscimento ufficiale con la creazione della Regio X Venetia et Histria. La città maggiore era Aquileia, sebbene il concetto di 'capitale regionale' fosse estraneo alla pensiero istituzionale dell'Alto Impero. Diocleziano la trasformò in Provincia Venetiae et Histriae, mantenendone i confini sostanzialmente inalterati.
Nei primi secoli d.C. iniziò il processo di Cristianizzazione del Veneto. Centro di irradiamento della nuova religione fu Aquileia, metropoli della Venezia endolagunare, in cui il Cristianesimo era giunto probabilmente per mare. Secondo la tradizione fu San Marco Evangelista a fondare la Chiesa di Aquileia, consacrandone vescovo Sant'Ermagora, martire sotto Nerone. Egli avrebbe inoltre inviato il greco Prosdocimo ad evangelizzare Padova, Asolo, Vicenza, Treviso, Altino ed Este. All'evangelizzazione di Verona avrebbe contribuito una comunità cristiana proveniente dall'Africa romana; africano è anche San Zeno, patrono della città.

## Storia medievale

### Alto Medioevo

#### Invasioni barbariche e caduta dell'Impero d'Occidente
Le prime infiltrazioni di tribù germaniche nel territorio della regione ebbero luogo già nel 168-169 con il saccheggio di Oderzo ad opera dei Quadi e dei Marcomanni. Nel 401 calarono le orde dei Visigoti di Alarico I, che ricacciati, si presentarono nuovamente nel 403, quando furono fermati a Verona dal generale Stilicone. Nel 408 però Alarico ridiscese nuovamente in Italia, questa volta senza incontrare resistenza, attraversando il Veneto nella marcia che lo condusse nel 410 a saccheggiare Roma.
Fu tuttavia a partire dal V secolo che le incursioni si fecero ripetute e più devastanti, prima con gli Unni di Attila nel 452, che costrinsero i veneti a rifugiarsi nelle isole vicino a Venezia, così prive di tesori, che ad Attila non interessasse andarci. Poi con gli Eruli di Odoacre, che nel 476 posero fine all'Impero romano d'Occidente, infine con gli Ostrogoti di Teodorico, che il 30 settembre 489 vinsero Odoacre nella battaglia di Verona e assediandolo poi in Ravenna fino al 492, quando stabilirono infine il loro regno sull'Italia.
Ciononostante, il quadro regionale restava ancora sostanzialmente unitario; lingua, scrittura, istituzioni, tecniche agricole e manifatturiere, pur indebolite, sopravvissero all'impatto di questa ondata barbarica.

#### Bizantini e Longobardi
La dominazione gota terminò brutalmente a metà del VI secolo a seguito dell'invasione delle armate bizantine guidate dal generale Belisario. Il 13 agosto 554, l'imperatore Giustiniano promulgava la Prammatica Sanzione con cui decretava la riunificazione all'impero della Prefettura d'Italia, anche se permanevano alcune sacche di resistenza. Tra queste, Verona resistette per due anni all'assedio bizantino, cadendo infine il 20 luglio 555 nelle mani di Narsete, succeduto a Belisario. Il 29 luglio 563 la città si ribellò al dominio imperiale, ma venne duramente sottomessa.
Appena nel 568 d.C., però, con la ben più formidabile e corposa invasione dei Longobardi - descritta da Paolo Diacono nella sua Historia Langobardorum -, venne sottratta al dominio imperiale buona parte dell'Italia settentrionale. Verona, indifesa, venne occupata ed eletta a capitale sino al 571.
In Veneto, a seguito dell'invasione, venne a crearsi una netta separazione tra la zona continentale, sotto il dominio longobardo, e quella costiera, ancora dipendente dall'Impero bizantino. Contemporaneamente, lo scisma tricapitolino provocava un'ulteriore frattura anche in campo religioso, destinata a durare per tutto il secolo successivo.
Le terre venete appartenenti al nuovo regno longobardo vennero divise tra i ducati, di Vicenza, Verona e Ceneda, appartenenti all'Austria. Il tessuto sociale della Terraferma conobbe un rapido declino; una certa continuità della vita cittadina fu garantita dai vescovi, divenuti riferimenti autorevoli in campo morale, culturale e sociale. La zona bizantina venne invece dapprima unita nel 580 ai superstiti territori settentrionali nel costituire l'eparchia Annonaria, per essere poi resa nel 584 provincia autonoma dipendente dall'Esarcato d'Italia col nome di Venezia marittima (o Venetikà). Dall'entroterra le autorità politiche e religiose romano-venete, assieme a parte delle popolazioni, trovarono rifugio nei centri lagunari di Grado, Caorle, Eraclea, Torcello, Malamocco, Rialto, Olivolo, Chioggia, oltre alle oggi scomparse Ammiana e Costanziaco, che già da un secolo avevano iniziato a svilupparsi. Queste terre andarono quindi a costituire, nel 697, durante il regno dell'imperatore Leonzio, il ducato di Venezia.
A definire la separazione anche formale fra i due mondi (seppur una forte osmosi continuò sempre ad esistere) occorse la definizione dei confini (terminatio) fra il Ducatus Venetiarum e il Regnum Langobardorum, siglato dal re Liutprando e dal primo doge Paoluccio Anafesto.
Nel frattempo all'interno del giovane ducato, la crescente pressione longobarda e le feroci lotte intestine scatenatesi tra la capitale Eracliana e la vicina Equilio portarono al trasferimento a Metamauco della sede ducale.
Contemporaneamente, col declinare del controllo bizantino sull'Italia, il territorio lagunare assunse caratteri sempre maggiori di indipendenza dal potere centrale, fino a che, con la conquista longobarda di Ravenna nel 751, la dipendenza politica da Bisanzio divenne poco più che formale.

#### Il Sacro Romano Impero e la nascita di Venezia

I territori della Marca di Verona e della Repubblica di Venezia nell'anno Mille

Alla fine dell'VIII secolo il regno longobardo venne travolto dai Franchi di Carlo Magno, che nel 774 posero fine in Verona all'ultima resistenza longobarda.
Incoronato Carlo Magno imperatore del Sacro Romano Impero nella notte di Natale dell'800, il neo-costituito Regnum Italicum venne affidato al figlio Pipino. Questi tentò quindi anche la conquista dei territori costieri, ma, respinto, dovette riconoscere anche formalmente l'indipendenza del Ducato veneto nel trattato dell'811 con l'Impero Bizantino. All'interno di quella federazione di centri e territori lagunari, da Grado a Loreo, nota come Dogado, si affermò Venezia, imponente organismo urbano sviluppatosi attorno al polo mercantile di Rialto, in cui nell'812 venne trasferita da Malamocco, distrutta da Pipino, la capitale.
Anche dal punto di vista religioso fu sancita nell'827 una divisione fra il mondo del Veneto continentale e della Venezia marittima: i vescovi della terraferma continuarono ad essere sottoposti alla sede metropolita di Aquileia, mentre il fitto reticolo di nuove sedi diocesane sorte nella laguna riconobbe come referente il patriarca di Grado.
I problemi dinastici in seno all'impero franco ne indebolirono il controllo sull'Italia settentrionale, lasciando libero campo alle terribili aggressioni degli Ungari, che nell'899 saccheggiarono Treviso, Padova e Vicenza e nel 900 giunsero a minacciare le lagune, venendone però respinti.
Il vuoto di poteri e la dilagante conflittualità afflissero il Veneto continentale fino alla metà del X secolo, quando l'autorità imperiale venne infine ristabilita da Ottone I: egli aggregò nel 962 un vasto territorio dell'Italia nord-orientale al ducato di Baviera e successivamente, nel 976 al ducato di Carinzia. L'organismo che ne derivò, aventi finalità di cerniera fra Germania e Italia, fu chiamato, dal nome della sua principale città, Marca di Verona. Da questa si staccarono nel 1001 Vicenza, che divenne principato vescovile, nel 1027 il territorio della diocesi di Trento, che si organizzò in principato ecclesiastico e il Friuli nel 1077, che iniziò una sua autonoma parabola storica sotto l'autorità dei Patriarchi di Aquileia.
I legami fra la Marca Veronese e l'Impero vennero rafforzati dalla presenza nel territorio di diverse dinastie feudali di origine germanica: tra le più famose, destinate a giocare un ruolo importante nei secoli successivi, gli Este, gli Ezzelini, i Da Camino, i Da Carrara.

### Basso Medioevo

#### Dal XII al XIII secolo - Comuni, Signorie e ascesa del Ducato di Venezia
A partire dai primi decenni dopo l'anno 1000, si assistette in tutto il Veneto ad un decollo economico e ad una ripresa della vita sociale nelle città principali, che iniziarono ad esercitare un controllo egemonico sul loro contado.
A partire dall'XI secolo, poi, Venezia iniziò la sua espansione marittima nell'Adriatico, del quale prese a configurarsi come potenza egemone, e ad accrescere enormemente i propri privilegi e commerci in Oriente.
Contemporaneamente allo sviluppo economico, nella Marca Veronese (che a partire dal Duecento cominciò ad essere identificata col nome di Marca Trevisana), si assistette ad un indebolimento del sistema feudale, caratterizzato dalla progressiva emersione dei liberi comuni: fra i più importanti Verona (1136), Padova (1138), Treviso e Vicenza. La terraferma divenne così un territorio sempre meno soggetto all'effettivo controllo degli imperatori tedeschi.
Contemporaneamente anche Venezia volgeva il proprio interesse verso l'entroterra, appoggiando la Lega Veronese e aderì alla Lega Lombarda contro l'imperatore Federico Barbarossa e assurgendo infine ad un prestigioso ruolo di mediatrice (e al contempo di terza forza) fra l'imperatore e papa Alessandro III, favorendo coi propri auspici la riconciliazione celebrata in San Marco nel 1177 (Pace di Venezia).
Tra il 1182 e il 1185 Verona fornì asilo a papa Lucio III, in fuga da Roma, mentre nel 1188 la città estendeva il suo controllo a parte del Polesine, ai danni di Ferrara, espandendosi poi anche ad oriente nel conflitto con Mantova.
Il Duecento fu contraddistinto dall'espansione del potere veneziano in tutto il Mediterraneo orientale, culminato con la Quarta crociata e la creazione nel 1205 dell'Impero latino di Costantinopoli, nel quale a Venezia era garantito il dominio sulla quarta parte e mezza dell'impero di Romània. Lo Stato da Mar giunse a includere, oltre ai territori dell'Istria e della Dalmazia, le isole Ionie, Creta, Cipro, e tutta una serie di basi e piazzeforti nel Peloponneso, nell'Egeo e in Anatolia.
In quest'epoca di grande fioritura sociale e culturale, nel 1222 venne fondata l'Università degli Studi di Padova. Quasi contemporaneamente si assistette in tutta la terraferma alla trasformazione dei liberi comuni in potenti signorie in lotta tra loro per l'egemonia regionale. La prima ad emergere fu la signoria di Ezzelino da Romano, che riuscì a conquistare gran parte del Veneto centro-settentrionale. Treviso cadde in mano ai da Camino, a Verona si imposero nel 1262 i signori della Scala, divenendo la capitale di un potente stato, che al suo culmine valicò l'Appennino, giungendo fino a Lucca.

#### I secoli XIV e XV e il dominio veneziano

La signoria degli Scaligeri nel 1336, alla sua massima espansione

Nonostante Venezia avesse nel mare il centro dei propri interessi economici, essa mantenne sempre vivi i legami col proprio entroterra, esercitando una forte attrazione sulle tormentate città della Marca Trevigiana. Già nel 1291 Motta di Livenza passò alla Repubblica, primo territorio di Terraferma a darsi liberamente e spontaneamente al governo di Venezia, guadagnandosi il titolo di figlia primogenita della Repubblica.
A partire dal XIV secolo la Serenissima iniziò ad intervenire in maniera sempre più decisa nella politica regionale, soprattutto per impedire che il potente stato carrarese ne minacciasse le vie di comunicazione terrestri e fluviali.
Nel 1318, infatti, Padova aveva perduta la propria libertà comunale, divenendo signoria dei da Carrara, che presto entrarono in conflitto con Venezia e con Verona, che nel 1329 aveva sottomesso Treviso.
Il potere e l'influenza crescente della Repubblica spinsero i suoi vicini a ricercare l'alleanza con la Repubblica di Genova, principale rivale commerciale e marittimo di Venezia. Nel 1379, dunque, venne stipulata un'alleanza riunente la Superba, i Carraresi, il Ducato d'Austria, il Regno d'Ungheria e il Patriarcato di Aquileia, scatenando contro Venezia la Guerra di Chioggia, conclusa nel 1381 con la vittoria sul mare contro Genova e la perdita di Treviso per terra, ceduta a Leopoldo III d'Asburgo.
Al contempo, l'insidiosa minaccia costituita dallo stato visconteo, impadronitosi fra il 1387 e il 1390 di gran parte del Veneto, ed il crescente potere degli Ottomani in Oriente spinsero Venezia a risolvere con maggior decisione la questione del controllo sulla terraferma.
Dapprima la Repubblica reagì con decisione alle mire di Francesco II da Carrara, riprendendosi Treviso nel 1388. Quindi in rapida successione praticamente tutte le terre della marca trevigiana: il 28 aprile 1404, il Senato accettò, con due soli voti di maggioranza, la dedizione di Vicenza, pochi giorni dopo fu la volta di Cologna Veneta (7 maggio), Belluno (18 maggio), Bassano (10 giugno), Feltre (15 giugno), e quindi dell'Altopiano dei Sette Comuni il 20 febbraio 1405.
Il 22 giugno fu la volta della dedizione di Verona a Venezia, finché da ultimo cadde la stessa Padova, il 22 novembre: gli ultimi Carraresi finirono così la loro esistenza in prigionia.
L'espansione di Venezia sulla terraferma fu accompagnata dalla concessione di particolari statuti e autonomie ai nuovi territori, che garantivano il mantenimento di gran parte degli istituti e delle leggi preesistenti, in cambio dell'atto di omaggio alla Repubblica, del pagamento di regalie e dell'accettazione di governatori inviati dal Maggior Consiglio.
Nel corso del Cinquecento, la Repubblica di Venezia espanse ulteriormente i propri possedimenti, includendo nel 1420 il Cadore e il Friuli, seguiti nel 1428 da Brescia, Bergamo e Crema e conquistando il Polesine, già occupato nel 1405 e definitivamente strappato al duca di Ferrara nel 1484.

## Storia moderna

### Dal XVI al XVIII secolo
Nella seconda metà del Quattrocento e agli inizi del Cinquecento, Venezia continuò la sua politica espansionistica, portando il Leone di San Marco a sventolare financo sui porti della Puglia. La Repubblica di Venezia, fra Dogado, Stato da Mar e Domini di Terraferma, costituiva un impero multietnico abitato da veneti, lombardi, friulani, istriani, romagnoli, dalmati, croati, albanesi, pugliesi, greci e ciprioti, ed era di fatto uno dei più potenti stati d'Europa.

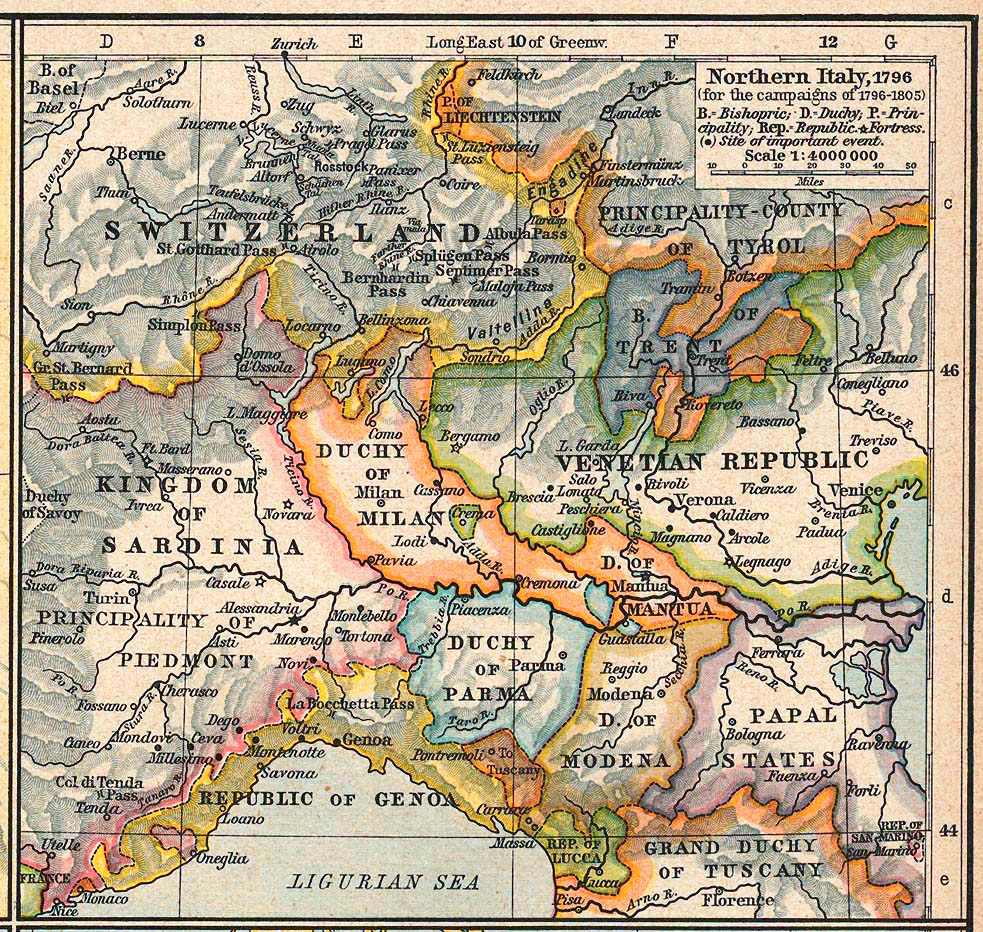
La terraferma veneta nel 1796

Venezia entrò in possesso del Polesine a scapito di Ferrara con la "Guerra del Sale" del 1482-1484.
I Veneziani diedero presto avvio ad una politica di sfruttamento intensivo e continuo delle già esauste risorse del territorio, depauperando in modo consistente e crudele terre già compromesse, impedendo di fatto uno sviluppo economico e sociale ed eliminando sul nascere ogni condizione indispensabile per un'effettiva autonomia. Si trattò di una colonizzazione spietata, sempre più avida e soffocante con il trascorrere degli anni e l'esaurirsi delle ricchezze naturali.
La crescente potenza di Venezia, che nel 1503 si era spinta a sottrarre Rimini, Faenza e altre città della Romagna allo Stato Pontificio e che nel 1508 aveva sottratto agli Asburgo Trieste e Gorizia, portarono i numerosi nemici della Repubblica a coalizzarsi. Sotto l'impulso di Papa Giulio II, Francia, Spagna, Impero, gli Este e altri stati minori si riunirono sotto le insegne della Lega di Cambrai, dichiarando guerra alla Repubblica.
Venezia reagì in maniera mobilitando l'esercito e nominando capitano generale di Terraferma Bartolomeo d'Alviano. Il 14 maggio 1509 ad Agnadello nel cremasco, le truppe venete vennero sbaragliate dall'esercito francese di Luigi XII: in pochi giorni gran parte dello Stato da Tera fu occupato dal nemico. Solo Treviso e il Friuli resistevano.
Benché i nobili, in gran parte legati all'Impero, voltassero le spalle alla Dominante, schierandosi con i collegati, il popolo dimostrò un attaccamento viscerale a San Marco, preferendo, secondo Machiavelli che pure aborriva la Repubblica, morir marcheschi piuttosto che cedere al nemico.
Nonostante la situazione disperata, la reazione della Repubblica veneta fu determinata. Grazie alla propria abilità diplomatica, seppe sfruttare le divisioni interne al campo dei collegati, spezzando infine l'unità della Lega, in un turbinio di rovesciamenti di fronte e di alleanze, che consentirono di riconquistare progressivamente i territori perduti, ottenendo numerosi successi militari. Nel 1511 Venezia costituiva con il papa una Lega Santa contro i francesi. Ma nel 1515, a Marignano, la cavalleria veneta veniva in soccorso alle fanterie francesi, ora alleate, consentendo a Francesco I di ottenere la vittoria sulle temibili falangi svizzere.
Finito il lungo periodo bellico, con la Pace di Cambrai del 1529, Venezia possedeva praticamente tutti i territori precedenti alla guerra, ad eccezione dell'Ampezzano e delle città della Romagna.

### Il Sei-Settecento

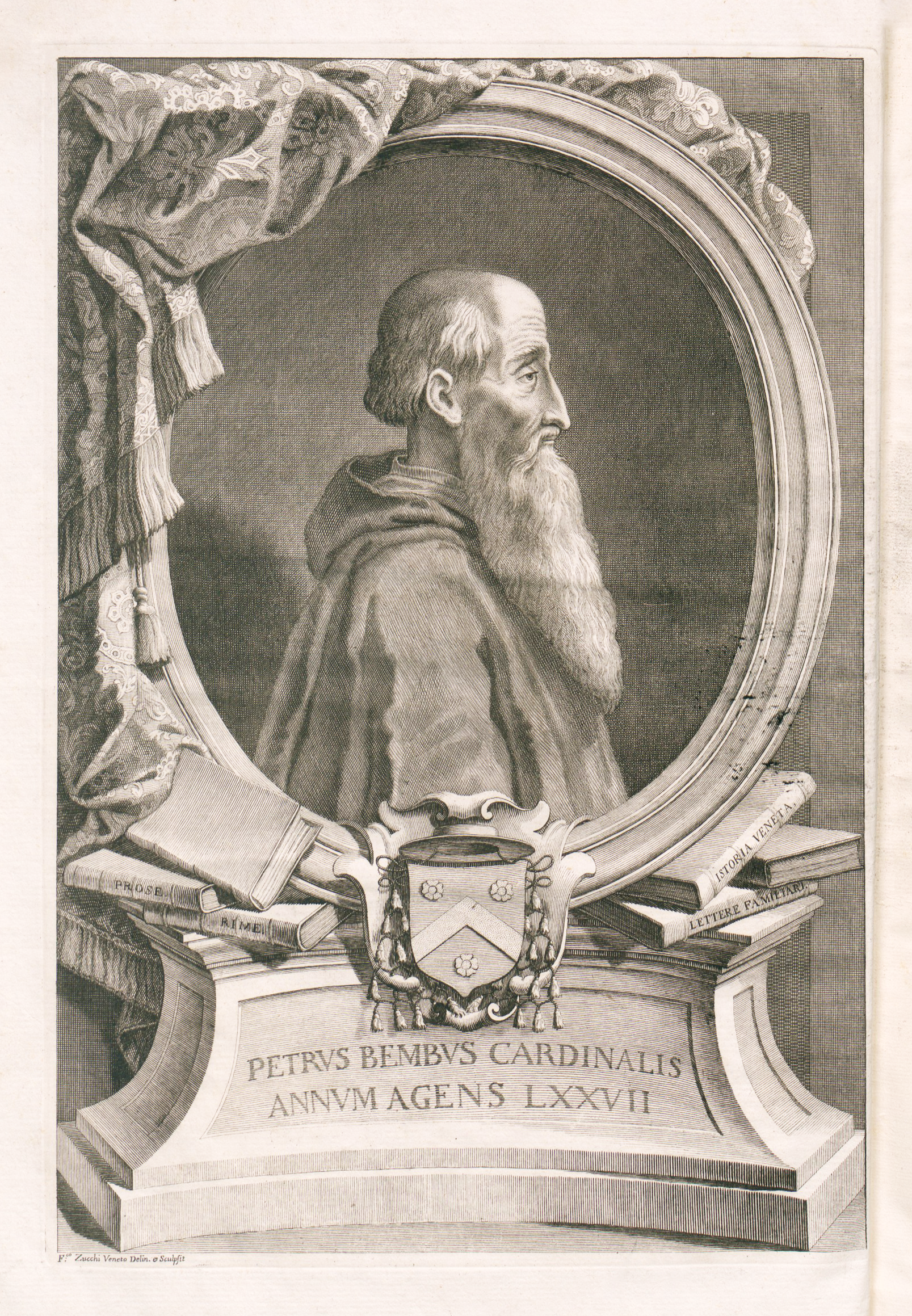
Pietro Bembo, Historia Veneta, 1729

Al declino dei commerci e dell'impero marittimo della Serenissima, si accompagnò una crescente attenzione del patriziato per la proprietà fondiaria di terraferma, riducendo progressivamente il dinamismo del ceto dirigente e portando sempre più verso la stagnazione sociale e politica della Repubblica.
Se nel Seicento Venezia fu ancora in grado di combattere ferocemente contro i Turchi per difendere gli ultimi possedimenti marittimi e di promuovere una parziale riorganizzazione dell'esercito di terra, giungendo ad una più definitiva sistemazione dei contesi confini con l'Austria, il Settecento segnò il definitivo tramonto del modello politico che per un millennio aveva retto le sorti dello Stato. Incapace di rinnovarsi e di individuare obbiettivi politici precisi, la nobiltà portò lo Stato a rinchiudersi in un'ostentata neutralità ed in un ferreo mantenimento delle strutture tradizionali che non lo salvarono però dal terremoto europeo scatenato dalla Rivoluzione francese.

## Storia contemporanea

### L'arrivo di Napoleone e la dominazione austriaca

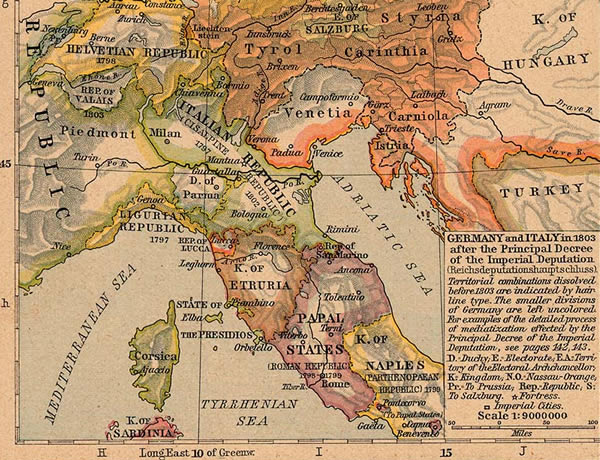
Il Veneto sotto il dominio austriaco nel 1803

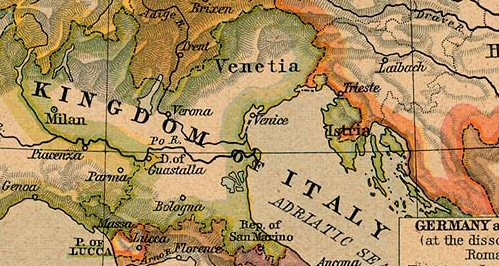
Il Regno d'Italia napoleonico (1805-1814)

Alla fine del XVIII secolo fermenti rivoluzionari e borghesi percorrevano anche la Repubblica veneta, mentre dalle Alpi irrompevano le truppe di Napoleone Bonaparte, disceso nella campagna d'Italia.
Venezia rifiutò di schierarsi, dichiarando la propria neutralità e al contempo rifiutando di mobilitare le truppe a difesa dei propri territori. Nell'indifferenza del governo, il Veneto divenne campo di battaglia tra gli opposti schieramenti. La Terraferma venne infine occupata dalle truppe francesi, cui venne permesso di entrare nelle città, stabilendosi in un'impossibile convivenza con le truppe di Venezia e le popolazioni venete.
La situazione esplosiva così creata deflagrò con le Pasque veronesi, una sanguinosa e spontanea ribellione contro la presenza francese che fornì a Napoleone la scusa per rovesciare il governo aristocratico. Nell'inutile tentativo di evitare l'inevitabile Venezia smobilitò le truppe, ritirandosi nel Dogado, ma sotto la minaccia d'invasione della stessa Venezia, il 12 maggio 1797 il Maggior Consiglio decretò la fine della Serenissima Repubblica.
Seguirono una serie di saccheggi e di violenze da parte dei francesi, desiderosi di ottenere dalle terre venete il massimo bottino possibile e al contempo di fornire il minor vantaggio possibile all'Austria, cui quelle terre erano destinate sin dal preliminare di pace poi formalizzato col trattato di Campoformio.
Subita una breve interruzione in corrispondenza della nuova invasione francese, che portò alla costituzione di un effimero Regno d'Italia (1805-1814), il dominio austriaco venne quindi ristabilito con la costituzione del Regno Lombardo-Veneto.
Il sessantennio della dominazione asburgica venne però caratterizzato dai moti risorgimentali, culminati con le ribellioni di Vicenza, Padova, Treviso e la costituzione a Venezia della Repubblica di San Marco nel 1848. Mentre Verona diveniva uno dei capisaldi del Quadrilatero austriaco, i moti rivoluzionari nelle città dell'entroterra vennero ad uno ad uno repressi dall'armata imperiale. Venezia, invece, favorita dal proprio isolamento lagunare resistette, anche se stretta d'assedio. Nonostante l'auspicata unione al Regno di Sardegna, i rovesci militari subiti dall'esercito piemontese durante la prima guerra di indipendenza lasciarono isolata la Repubblica marciana, che, nonostante l'eroica resistenza contro le truppe di Radetzky, dovette infine capitolare il 24 agosto 1849.
Al termine della seconda guerra di indipendenza, nel 1859, gli austriaci tenevano ancora il Veneto: giunto alle porte di Verona, infatti, l'esercito franco-piemontese venne arrestato dalla firma dell'armistizio di Villafranca da parte di Napoleone III.

### La terza guerra d'indipendenza

La situazione alla vigilia della terza guerra di indipendenza

L'annessione del Veneto al Regno d'Italia avvenne nel 1866 al termine della terza guerra di indipendenza quando la Prussia, d'intesa con l'Italia, dichiarò guerra all'Austria. Le truppe del generale Enrico Cialdini furono sconfitte a Custoza, una settimana dopo, ma le formazioni di Garibaldi scompigliarono le difese austriache nel Trentino e cominciarono ad avanzare. I prussiani, nel frattempo, battevano le truppe imperiali a Sadowa, in Boemia. Nella battaglia di Lissa la flotta italiana perse due navi e subì una sconfitta. Nel Veneto e nel Trentino, tuttavia, la guerra non era ancora conclusa. Mentre le truppe regolari italiane sembravano decise a riprendere l'iniziativa, Giuseppe Garibaldi sconfisse gli austriaci nella battaglia di Bezzecca e una colonna comandata da Giacomo Medici si spinse sino a pochi chilometri da Trento. Austria e Prussia firmarono accordi di pace, e costrinsero in tal modo gli italiani, isolati, a interrompere le operazioni militari e ad accettare l'armistizio di Cormons. Nelle settimane seguenti, con la sottoscrizione del Trattato di Vienna del 3 ottobre fu deciso che l'Italia avrebbe avuto il Veneto, ma l'Austria non volle consegnarlo direttamente a una nazione da cui non si considerava sconfitta. Lo cedette quindi alla Francia, nell'intesa che Napoleone III lo consegnasse a Vittorio Emanuele II, previa organizzazione del plebiscito che si tenne il 21 e 22 ottobre a suffragio universale maschile. Su una popolazione di 2.603.009 persone, i votanti furono 647.426 e i voti contrari 69. I voti favorevoli sono attorno al 99,99%. Le autorità comunali avevano preparato e distribuito dei biglietti col SÌ e col NO di colore diverso; inoltre ogni elettore presentandosi ai componenti del seggio pronunciava il proprio nome e consegnava il biglietto al presidente che lo depositava nell'urna". Ecco quanto scrive la "Gazzetta Ufficiale del Regno d'Italia" stampata a Firenze il venerdì 19 ottobre 1866: Al Presidente del Consiglio dei Ministri è pervenuto oggi alle ore 10 ¾ antimeridiane il seguente dispaccio da Venezia: "La bandiera Reale italiana sventola delle antenne di piazza San Marco, salutata dalle frenetiche grida della esultante popolazione. Generale Di Revel".
Il generale francese Leboeuf consegnò il Veneto a tre notabili: il conte Luigi Michiel, veneziano, Edoardo De Betta, veronese, Achille Emi-Kelder, mantovano.
Questi, a loro volta, lo "deposero" nelle mani del commissario del Re conte Genova Thaon di Revel e il giorno dopo sulla "Gazzetta di Venezia" apparve un anonimo trafiletto:
"Questa mattina in una camera dell'albergo d'Europa si è fatta la cessione del Veneto"
Negli ultimi decenni il dibattito storiografico su questi fatti si è piuttosto acceso: alcuni contestano l'imparzialità di quel plebiscito imputando ai Savoia una forte pressione politica, una serie di brogli e un non corretto svolgimento delle votazioni. Altri controbattono ricordando il trionfale ingresso di Vittorio Emanuele II a Venezia dopo il voto popolare e ribadendo che la società veneta ottocentesca aveva un tasso di analfabetismo elevato nonostante fosse una oligarchia con un'elevata percentuale di popolazione rurale.
Sia le Venezie che la Provincia di Mantova furono annesse al Regno d'Italia con Regio Decreto n.3300 del 4 novembre 1866 e con la Legge n.3841 del 18 luglio 1867.
I cattolici intransigenti, di cui il Veneto fu a lungo una "roccaforte", non accolsero favorevolmente l'unificazione; particolarmente polemico fu il giornalista padovano Giuseppe Sacchetti (1845-1906), che nel suo settimanale Il Codino, ancora nel 1872, scrisse: «figure triste de Talgiani», «I nostri contadini vogliono chiamare italiano quel partito, che noi chiamiamo rivoluzionario o buzzurro. È tutto merito dei nostri governatori».

### Il Veneto nel Regno d'Italia
Dalla fine dell'Ottocento ebbe luogo un'intensa emigrazione di italiani all'estero. Gli abitanti del Veneto si spostarono particolarmente verso Argentina, Uruguay e Brasile.
Il 24 maggio 1915 l'Italia entrò nel primo conflitto mondiale a fianco delle potenze dell'Intesa con l'obiettivo di sottrarre all'Impero austro-ungarico la Venezia Giulia, con Trieste e Gorizia, l'Istria e Fiume. Il Veneto divenne pertanto la retrovia del lunghissimo fronte esteso dalle Dolomiti, alla Carnia e all'altopiano carsico. Treviso divenne sede dell'Intendenza del Regio Esercito, mentre a Padova si stabilirono vari Comandi Superiori, compreso quello della 3ª Armata, numerosi reparti logistici ed il principale ospedale militare del fronte. Proprio dai pressi di Padova, dal piccolo aeroporto di San Pelagio, nel comune di Due Carrare, partì Gabriele D'Annunzio per il celebre volo su Vienna.
Il collasso del fronte nella notte del 24 ottobre 1917, durante la battaglia di Caporetto, trasformò di colpo il territorio veneto nel cuore del nuovo fronte. Sotto la minaccia dell'accerchiamento e della sconfitta totale, l'esercito tentò un ripiegamento in breve trasformatosi in rotta. La via che minacciava i capoluoghi veneti si presentava completamente spalancata per l'imperial-regio esercito austro-ungarico. Nel disperato tentativo di difendere Venezia e la sua preziosa base navale, l'esercito italiano tentò di riorganizzarsi prima sul Livenza, quindi si attestò sul Piave, dove si impegnò in una lunghissima battaglia di resistenza.
I territori a nord del fronte rimasero quindi in mano austriaca sino al 1918 e alla vittoria finale nella battaglia di Vittorio Veneto.
L'armistizio che pose fine alla guerra tra Italia e gli Imperi centrali venne firmato a Villa Giusti del Giardino nei pressi di Padova.
La prima guerra mondiale lasciò sul territorio gravi danni. Interi paesi vennero cancellati lungo la linea del Piave, mentre le campagne risultavano incolte e spopolate.
L'enorme povertà lasciata dalle macerie della guerra favorì una massiccia emigrazione, diretta in massima parte verso i paesi dell'America latina e le altre regioni d'Italia.
In questo stesso periodo si assistette tuttavia anche alla nascita del polo industriale di Marghera, territorio espropriato dall'allora comune di Mestre ed assegnato a Venezia per divenirne, negli anni venti l'area industriale e portuale. Lo sviluppo della cantieristica e della chimica segnarono quindi il nuovo volto di questa parte del Veneto.
La seconda guerra mondiale apportò nuove distruzioni. Dopo l'armistizio dell'8 settembre 1943 il territorio venne occupato dalle truppe germaniche. A Verona il comandante dell'VIII reggimento d'Artiglieria rifiutò di consegnare le armi e diede battaglia ai tedeschi, mentre in città si verificarono numerosi scontri. La città divenne quindi una delle capitali della RSI, con l'insediamento di importanti comandi militari e di alcuni ministeri. Qui si tenne l'unico congresso fascista presso Castelvecchio (in cui si decisero le basi del nuovo stato, la militarizzazione del partito e la socializzazione), ed il famoso processo di Verona, in cui si decise la condanna a morte per di cinque dei partecipanti alla sfiducia a Mussolini nel Gran consiglio del fascismo.
In questo periodo enormi distruzioni vennero causate dai bombardamenti aerei alleati(particolarmente feroce quello che colpì e rase al suolo gran parte di Treviso). E altri massicci bombardamenti su Padova e Verona e in particolare Vicenza, anche questa quasi rasa al suolo. Enormi distruzioni patì in particolare poi il polo industriale di Marghera, ripetutamente colpito dai bombardamenti alleati.
Il territorio veneto divenne quindi terreno delle azioni di guerriglia durante la Resistenza partigiana.
Con la resa incondizionata dell'occupante tedesco il 29 aprile 1945 il Veneto venne infine liberato dal nazi-fascismo.

### Il Veneto nella Repubblica Italiana
Il 2 giugno 1946 massiccia fu la partecipazione della popolazione veneta al referendum che sancì il passaggio dalla monarchia alla repubblica.
Con l'entrata in vigore il 1º gennaio 1948 della Costituzione della Repubblica Italiana, nella nuova organizzazione dello stato venne prevista la creazione del Veneto come regione a statuto ordinario.
Nel dopoguerra, riprese l'emigrazione che interessò, oltre ad Argentina, Uruguay e Brasile, Venezuela, Colombia, Stati Uniti, Canada e Australia. Flussi migratori a breve termine si ebbero inoltre verso il Belgio, la Francia e la Germania.
Si stima in circa 3.300.000 le persone emigrate negli anni dal 1876 al 1976 dal Veneto, di fatto la regione italiana a maggior emigrazione in tale periodo (seconda è la Campania, con 2.500.000). Si calcola che ci siano attualmente nel mondo circa 9 milioni di oriundi veneti.
Durante gli anni cinquanta l'attività industriale di Porto Marghera iniziò a riprendersi dalle devastazioni portate dal conflitto, riprendendo a crescere, fino a raggiungere la massima espansione negli anni sessanta, quando il polo industriale divenne uno dei più importanti d'Europa.
A partire dagli anni ottanta, al declino della grandi industria il Veneto ha risposto con una massiccia proliferazione di piccole imprese, che accelerarono lo sviluppo economico, rendendo la regione una delle più produttive d'Italia e del continente. Al contempo, con la crescita economica, il Veneto è divenuto terra d'immigrazione. Una piccola parte dei nuovi arrivati sono in realtà cittadini italiani, emigrati negli anni duri, che ritornano ai loro paesi; talvolta essi parlano una versione della lingua veneta più arcaica di quella ora utilizzata nel Veneto.